# A vívás története

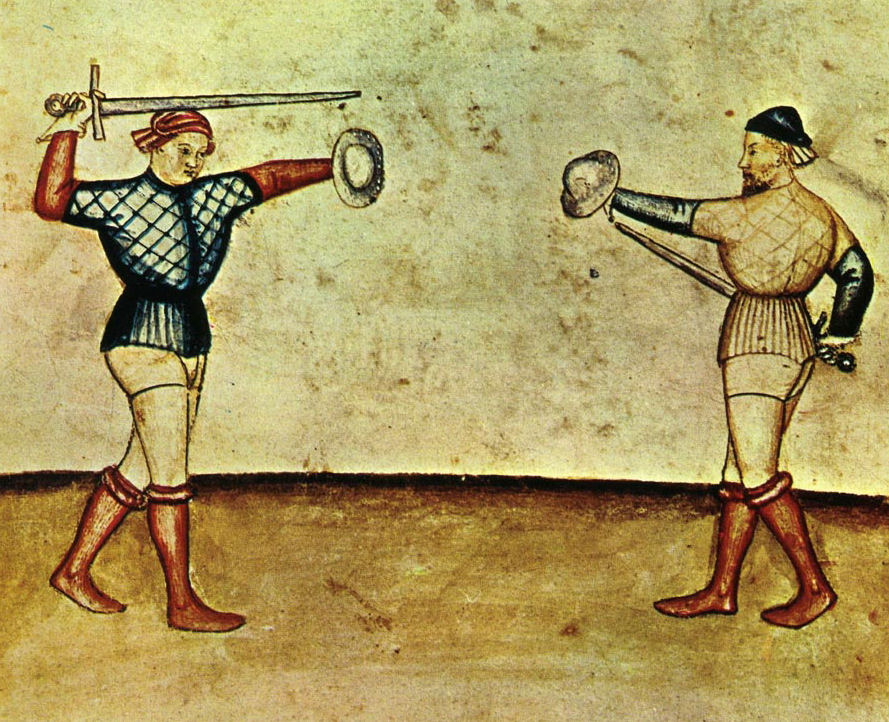
Viadal a középkorban

A modern  „sportszerű” vívás előzménye volt az ókori botvívás, a gladiátorok vívóküzdelme, és a középkori bajvívás. Ezek szelídültek a legújabbkori sportszerű keretek köré.

## A vívás változása azókortólazújkorvégéig
A játékos ember az általa használt eszközöket, az eredeti rendeltetésén túl, az általa kreált játék(ok)ra is szívesen felhasználja. Az öldöklésre kialakult fegyverek a használatuk során jelentősen módosultak. Így az olimpiai kard őse az ívelt pengéjű szablya, a párbajtőr előzménye az egyenes pengéjű épée de combat,  a mai vívótőr előzménye a könnyű, hajlékony pengéjű fleuret volt, ami pedig az épée de cour gyakorlóeszköze. A sportág létezésére már az ókorból vannak példák, iskolai rendszerű vívásra már az 1390-1420 között írt MS 3227a ad példát.
Az első ismert vívókönyv az 1300-as évek elején írt Walpurgis Fechtbuch, viszont egészen a 18. századig a vívókönyvek fókuszában nem a sport, hanem a harctéri, önvédelmi és párbajban való használat volt, viszont ezután is csak egy kis részük foglalkozott a sport részével. A 17-18. században a sportág elterjedéséhez hozzájárult a párbajozás elterjedése egész Európában. A párbajkultusz tovább egyszerűsítette a fegyverek és az öltözékek további fejlődését. E korszak újítói a franciák voltak. Charles Besnard a párbajozásról szóló könyvében először szólt a sportszerű vívásról, vagyis arról, hogy a párbajok a legtöbbször nem halálos kimenetelűek voltak. A cél az ellenfél szúrófegyverrel való legyőzése volt.
Ehhez hozzájárult XIV. Lajos francia király udvarmesterének találmánya, a bőrből készült fejvédő, majd a 18. század végén a fémrostélyos sisak.
A modern vágófegyver, a mai kard, olasz vívómesterek nyomán vált ismertté.  Giuseppe Radaelli a könnyebb kardot nem csuklóból mozgatta, hanem rögzített csukló mellett  könyökből vezette le, mintha a penge az alkar folytatása lenne. Iskolája a Scuola  Magistrale volt, s az innen kikerült mesterek terjesztették el ezt a módszert.

## A sportág kialakulása Magyarországon
A sportszerű vívás gróf Széchenyi István és báró Wesselényi Miklós tevékenysége nyomán a 19. század elején vált népszerűvé. Az első intézménye az 1825-ben létrejött Pesti Nemzeti Vivóintézet volt. Az iskolát Széchenyi javasolta, de gróf Keglevich István kezdeményezte. 1851-ben megszűnt. Az első magyar nyelvű vívószakkönyv 1839-ben jött létre Vi-tan (Buda, 1839) címmel. Szerzője Domján János az első ismert magyar vívómester. A pesti intézettel közel egy időben (1824) alakult meg Wesselényi kezdeményezésére Kolozsvárott a Kolozsvári Viadal Iskola, s itt működött az első olasz vívómester Gaetano Biasini.

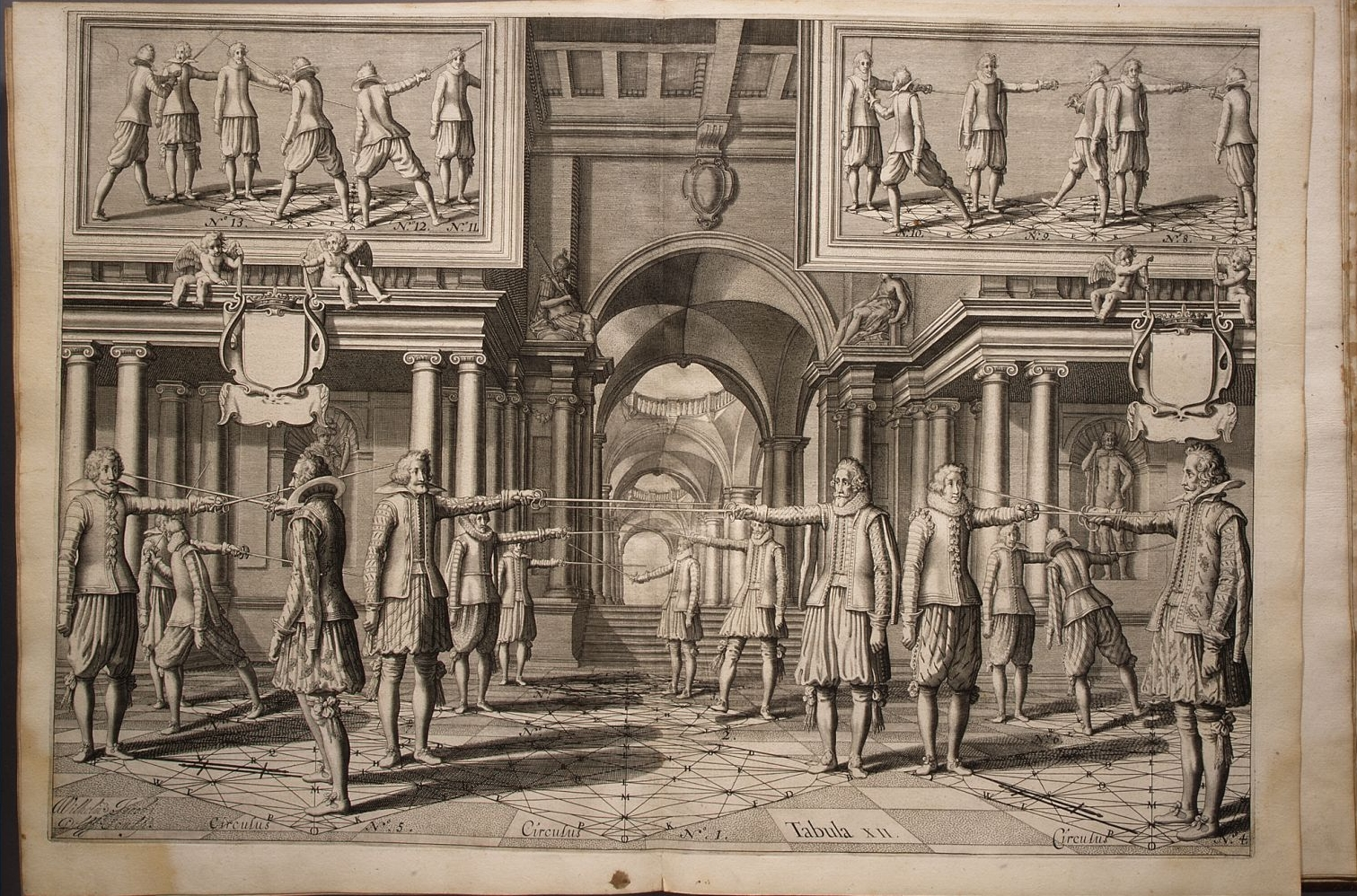
Vívóakadémia

A szabadságharc bukása után a pesti iskolát feloszlatták, a vezetői vagyonát elkobozták. Az iskola egyik legnevesebb mestere később magánvívótermet nyitott a Zöldfa utcában A vívóterem a korabeli ifjúság népszerű találkozóhelye volt A modern vívás kialakulásának központjává vált. Ekkor még a vívás nem volt sportág.  A vívótermekben általában a párbajokra készítették fel az ifjakat.  A vívósport közvetlen előzményei a vívóakadémiák voltak.
Az akadémián tanultakat a nagyközönség előtt mutatták be. Az első akadémiák Pesten  az 1850-es években az Európa szállóban jöttek létre. A következő években létrejött tornaegyletek is felvették programjukba a vívást. Magyarországon az első sportegyesület a Magyar AC (MAC) 1875-ben alakult meg. A vívás is belekerült a sportágak közé. Az első vívómester Keresztessy József lett. Az 1880-as évektől a vívóakadémiákat a vívómesterek kihívásos versenyei váltották fel.

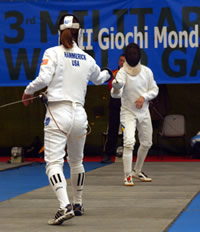
Párbajtőrözők

A kihívásos versenyek, a párbajok és a vívóakadémiák között köztes lépések voltak. A vívóakadémián megtanult tudást nemcsak bemutatni, hanem alkalmazni is kellett valódi ellenféllel szemben. A párbajokkal ellentétben  mindkét vívó biztonságos körülmények között, egységesnek tekintett szabályok között mérkőztek meg egymással. És volt nézőközönség is! Az 1890-es években sorozatba jöttek olasz mesterek Magyarországra. Az első olasz vívótermet gróf Visar nyitotta meg, a budapesti Fürdő utcában. Az olasz vívómodor, a könnyebb kard, a sortszerűbben vívott stílus győzött a nehézkes, inkább harcszerűbben forgatott  magyar karddal szemben. Ez döntően befolyásolta az egyetemes  vívástörténetet.
A MAC 1894. május 20-án  szervezte meg az első országos  vívóakadémiát.

## Szervezeti keretek Magyarországon
1895-be a MAC megrendezte az első országos vívóversenyt, amelyen külföldiek is elindulhattak. A verseny kard-, és tőrvívásból állt.  Külön vívtak az amatőrök és a mesterek (hivatásosak). A kardversenyt  Iványi Gyula, a kard mesterversenyt Gregurich Ámon nyerte meg. A következő évben rendezték meg a millenniumi versenyt, ahol valamennyi számban külföldi győzött. A mesterek kardversenyét Italo Santelli firenzei vívómester nyerte meg. Ő hamarosan letelepedett Magyarországon és a magyar kardstílus megújítója lett.
1897-be megalakult a MASZ (Magyar Atlétikai Szövetség) vívóosztálya. Hámory László 1899-ben kidolgozta az első egységes vívószabályzatot. A MAC 1899-ben rendezte meg az első Keresztessy-emlékversenyt. Az első kardbajnok: Porteleky László, az első tőrbajnok Mészáros Ervin lett. Magyar vívók 1900-tól indultak az olimpiákon.
Nagy Béla 1902-ben kidolgozta a modern vívószabályokat. Stockholm 1912 volt a magyar vívók első csúcsteljesítménye. A 24 fős kard elődöntőbe 12 magyar került be. Magyar versenyzőt csak magyar vívó tudott legyőzni. A nyolcas döntőbe 7-en jutottak be.
1912-ben a vívószakosztály kivált a MASZ-ból és megalakította a Magyar Vívószövetséget. Első elnöke  dr. Nagy Béla volt. Az olimpia után 1913-ban megalakult a Nemzetközi Vívószövetség. A szövetség Nagy Bélát bízta meg a nemzetközi vívószabályok kidolgozásával, egységesítésével.
1928-ban rendezték az első tőrversenyt. 1930-ban került sor az első párbajtőr bajnokságra. 1928-ban alakult meg a Magyar királyi Vívómester Vizsgáló Bizottság, amely a világon először szabályozta a vívómester képzést.
A sportág 1896 óta szerepel valamennyi olimpián változó programmal. 1921 és 1935 között az olimpiák közbeni időben Európa-bajnokságokat rendeztek, amit 1937-től vívó-világbajnokságok váltottak fel.
A világranglista a VK (Világ Kupa) versenyek alapján készül. A VK versenyek száma évenként, fegyvernemenként 12 lehet. Magyarország évente legalább egyet megrendez. A legrangosabb a Tokaj Expressz párbajtőr és a Hungária kupa kardverseny.
Magyarországon a legeredményesebb olimpiai sportág a vívás. 1908-tól 1964-ig szinte kivétel nélkül magyar versenyző nyerte az egyéni és a csapat kardversenyeket. A magyar sport legeredményesebb olimpikonja  Gerevich Aladár volt (7 aranyérem). A 60-as években a kard hegemóniát a párbajtőr vette át rövid időre.

## Lásd még
- Magyar Vívószövetség
- Párbaj
- Történelmi európai harcművészetek
- Hadművészet
- Nemzetközi Vívószövetség

## Külső hivatkozások
- https://web.archive.org/web/20100203081505/http://www.olympic-hun.org/engine.aspx?page=vivas
- https://web.archive.org/web/20080915073631/http://www.szegedvivas.hu/pages/hu/szeged_vivastortenet/